# Приморский район (Сталинская область)
Примо́рский райо́н (укр. Примо́рський райо́н) — административная единица на юге Сталинской (ныне — Донецкой) области УССР, существовавшая в 1945—1959 годах.
Административный центр — посёлок городского типа Приморское (до 1945 и с 1992 — Сартана).
В 1923—1932 годах примерно на той же территории находился Новосёловский (с 1931 — Сартанский) район.

## География
Район располагался на юге области и граничил:
- на севере — с Волновахским районом;
- на востоке — с Новоазовским и Тельмановским районами;
- на западе — с Володарским и Першотравневым районами;
- на юге — с городом Мариуполь и акваторией Азовского моря.

## Территория и население
…

## Административное устройство
На момент образования Новосёловского района в 1923 году в него входили 2 поселковых совета и 8 сельских советов:
- Заводской поселковый совет (до 1927 года);
- Портовской поселковый совет (до 1927 года);
- Македоновский сельский совет;
- Мелекинский сельский совет (до 1923 года);
- Ново-Николаевский (с 1923 — Красно-Волонтёровский) сельский совет;
- Новосёловский сельский совет (до 1931 года);
- Сартанский сельский совет;
- Старо-Крымский сельский совет (до 1927 года);
- Талаковский сельский совет;
- Успеновский сельский совет.

В 1923 году Мелекинский, а в 1927 году Старо-Крымский сельские советы были переданы в состав Мангушского (в 1923—1925 годах — Ялтинского) района. В 1927 году территории обоих поселковых (Заводского и Портовского) советов, а в 1931 году и Новосёловского сельского совета были выведены из состава района и включены в городскую черту Мариуполя, образовав Заводской, Портовской и Новосёловский районы города. С другой стороны, в 1927 году к району были переданы Келлеровский и Чермалыкский сельские советы из Старо-Каранского района.
В Сартанском районе на момент его ликвидации в 1932 году оставались 7 сельских советов:
- Келлеровский сельский совет;
- Македоновский сельский совет;
- Красно-Волонтёровский сельский совет;
- Сартанский сельский совет;
- Талаковский сельский совет;
- Успеновский сельский совет;
- Чермалыкский.

На момент образования Приморского района в 1945 году в его состав входили 2 поселковых совета и 8 сельских советов:
- Приморский поселковый совет;
- Старый Крым (Донецкая область)Старо-Крымский поселковый совет;
- Бердянский сельский совет;
- Виноградновский (Виноградовский) сельский совет;
- Жовтневый (Октябрьский) сельский совет;
- Заможненский (Зажиточный) сельский совет;
- Ильичёвский (Ильичовский) сельский совет;
- Кальчикский сельский совет;
- Кировский сельский совет;
- Кременёвский сельский совет.

В 1954 году Кировский сельсовет был ликвидирован, а его территория включена в состав Кальчикского сельсовета. В 1956 году из Старо-Крымского поселкового совета был выделен Каменский поселковый совет, но в следующем году он был выведен из состава района и включён в городскую черту Мариуполя.

## История

### Новосёловский район (1923—1931)
7 марта 1923 года, постановлением Президиума ВУЦИК «Об административно-территориальном делении Донецкой губернии, образовании округов и районов», ликвидировались ранее существовавшие уезды и волости, вместо которых создавались округа и районы. Из Новосёловской, Портовской и Сартанской волостей бывшего Мариупольского уезда Донецкой губернии был сформирован Новосёловский район Мариупольского округа. В состав района вошли:
| Бывшие волости (до 1923) | Местные советы                                                                       | Центры местных советов (не существующие ныне населённые пункты выделены курсивом) |
| ------------------------ | ------------------------------------------------------------------------------------ | --- |
| Новосёловская волость    | Заводской поселковый совет (с 01.07.1927 — Заводской райгорсовет г. Мариуполя)       | посёлки при Заводах «А» и «Б» имени Ильича (с 29.02.1925 по 18.08.1925 — районный центр; с 01.07.1927 — в Заводском районе г. Мариуполя; с 27.06.1940 — в Ильичёвском районе г. Мариуполя)       |
| Новосёловская волость    | Ново-Николаевский сельский совет (с 22.09.1923 — Красно-Волонтёровский сельсовет)    | село Ново-Николаевка (с 22.09.1923 — с. Красно-Волонтёровка; с 15.08.1945 — в Ильичёвском районе г. Мариуполя)                                                                                   |
| Новосёловская волость    | Новосёловский сельский совет (с 08.01.1931 — Новосёловский райгорсовет г. Мариуполя) | село Новосёловка (с 07.03.1923 по 29.02.1925 и с 18.08.1925 по 18.01.1931 — районный центр(с 08.01.1931 — в Новосёловском районе г. Мариуполя; с 05.05.1939 — в Молотовском районе г. Мариуполя) |
| Новосёловская волость    | Старо-Крымский сельский совет (с 01.07.1927 — в составе Мангушского района)          | село Старый Крым |
| Портовская волость       | Мелекинский сельский совет (с 22.09.1923 — в составе Ялтинского района)              | село Мелекино |
| Портовская волость       | Портовской поселковый совет (с 01.07.1927 — Портовской райгорсовет г. Мариуполя)     | посёлок Мариуполь-Порт (бывший волостной центр) (с 01.07.1927 по 21.01.1959 — в Портовском районе г. Мариуполя; с 16.03.1967 — в Приморском районе г. Мариуполя)                                 |
| Сартанская волость       | Македоновский сельский совет                                                         | село Македоновка |
| Сартанская волость       | Сартанский сельский совет (с 08.01.1931 — районный центр)                            | село Сартана с 08.01.1931 — районный центр) |
| Сартанская волость       | Талаковский сельский совет                                                           | село Талаковка |
| Сартанская волость       | Успеновский сельский совет                                                           | село Успеновка (с 15.08.1945 — в Орджоникидзевском районе г. Мариуполя) |

22 сентября 1923 года, приказом Мариупольского окрисполкома, в ознаменование 6-й годовщины Октябрьской революции, село Ново-Николаевка (центр одноимённого сельсовета) было переименовано в Красно-Волонтёровку. Тогда же Мелекинский сельсовет был передан в состав Ялтинского района.
В начале 1925  ряд населённых пунктов Новосёловского района был отнесён к разряду национальных:
- Немецкие населённые пункты:
  - хутор Виноградный (Успеновский сельсовет);
  - хутор Вишневский (Талаковский сельсовет) (ныне — северная часть с. Гнутово)
  - хутор Протопопов (Успеновский сельсовет);
  - хутор Радке (Успеновский сельсовет) (ныне — восточная часть с. Виноградное).
- Греческие населённые пункты:
  - село Македоновка (Македоновский сельсовет);
  - село Сартана (Сартанский сельсовет);
  - село Старый Крым (Старо-Крымский сельсовет);
  - посёлок Византия (Македоновский сельсовет).

19 февраля 1925 года, протоколом заседания Донецкой губернской административно-территориальной комиссии, центр Новосёловского района был перенесён из села Новосёловки в посёлок при Заводах «А» и «Б» имени Ильича с оставлением прежнего названия района.
13 марта 1925 года, постановлением ВУЦИК «Об установлении точного списка городов и поселений городского типа Донецкой губернии», посёлок Мариуполь-Порт был отнесён к разряду посёлков городского типа.
18 августа 1925 года, протоколом заседания президиума Мариупольского окрисполкома, «в целях приближения Новосёловского районного центр к массам населения и создания наибольших удобств администрирования территории этого района» районный центр из посёлка при Заводах «А» и «Б» имени Ильича был перенесён назад в село Новосёловку.
1 июля 1927 года, согласно протоколу заседания Центральной административно-территориальной комиссии, посёлки городского типа Заводов «А» и «Б» имени Ильича и Мариуполь-Порт с территорией, подчинённой их поселковым советам, были выделены из состава Новосёловского района и включены в городскую черту Мариуполя с образованием Заводского и Портовского райгорсоветов соответственно. Тогда же Старо-Крымский сельсовет был передан из Новосёловского в состав Мангушского района, а Келлеровский и Чермалыкский сельсоветы — из Старо-Каранского района в Приморский район.
2 сентября 1930 года Мариупольский округ, как и все прочие округа УССР был ликвидирован. Новосёловский район (как и остальные районы УССР) оказался в прямом подчинении республиканскому центру.

### Сартанский район (1931—1932)
8 января 1931 года, согласно сообщению Правительственной комиссии по ликвидации округов, центр Новосёловского района — село Новосёловка — был включён (вместе с территорией, подчинённой сельсовету) в городскую черту Мариуполя с образованием райгорсовета. Районный центр был перенесён в село Сартану, а район переименован в Сартанский.
13 февраля 1932 года, согласно инструкции ВУЦИК о порядке образования новых районов в связи с образованием областей, были созданы ликвидационные комиссии для ликвидации ряда районов, в том числе и Сартанского.
17 июля 1932 года, постановлением ВУЦИК, в составе новосозданной Донецкой области был образован Мариупольский район, разделённый на город Мариуполь и пригородную черту. В состав нового района были включены территории трёх упразднённых районов — Будённовского, Мангушского и Сартанского.

### Приморский район (1945—1959)
15 августа 1945 года «в целях улучшения административно-хозяйственного руководства промышленностью и сельским хозяйством крупного промышленно-портового города и создания необходимых условий для быстрейшего восстановления промпредприятий, социально-культурных учреждений, городского коммунального и жилищного хозяйства, а также учитывая ходатайства партийных и советских организаций Мариуполя», исполком Сталинского облсовета депутатов трудящихся издал постановление о разукрупнении Мариупольского района (из пригородной черты которого ранее были выделены Будённовский район в 1935 году и Мангушский район в 1938 году) на два самостоятельных района: Мариупольский городской (центр — город Мариуполь) и Приморский сельский (центр — посёлок городского типа Приморское).
В состав вновь образованного Приморского района были включены следующие местные советы:
| Районное подчинение и название до 1945 года           | Название с 1945 года | Центры местных советов                                                 | Нынешние названия центров (на начало 2022 года)                               |
| ----------------------------------------------------- | --- | ---------------------------------------------------------------------- | ----------------------------------------------------------------------------- |
| Мариупольский район Сартанский поселковый совет       | Приморский поселковый совет (до 1945 — Сартанский поссовет)                                                                                     | посёлок городского типа Приморское (до 1945 — Сартана)                 | посёлок городского типа Сартана (Сартанская поселковая община)                |
| Мариупольский район Старо-Крымский поселковый совет   | Старо-Крымский поселковый совет | посёлок городского типа Старый Крым                                    | посёлок городского типа Старый Крым (Мариупольская городская община)          |
| Мариупольский район Бердянский сельский совет         | Бердянский сельский совет | село Бердянское                                                        | село Бердянское (Мариупольская городская община)                              |
| Мариупольский район Успеновский сельский совет        | Виноградновский (Виноградовский, Виноградненский) сельский совет (образован в 1945 из восточной части ликвидированного Успеновского сельсовета) | село Виноградное (до 1945 — хутор Виноградный)                         | бывшее село Виноградновский (с 2020 — в Левобережном районе города Мариуполя) |
| Мариупольский район Македоновский сельский совет      | Жовтневый (Октябрьский) сельский совет (с 1960 — к Касьяновскому сельсовету)                                                                    | село Жовтневое (Октябрьское) (до 1945 — Македоновка)                   | село Македоновка (Кальчикская сельская община)                                |
| Мариупольский район Чермалыкский сельский совет       | Заможненский (Зажиточный) сельский совет | село Заможное (Зажиточное) (до 1945 — Чермалык)                        | село Чермалык (Сартанская поселковая община)                                  |
| Мариупольский район Портовской район города Мариуполя | Ильичёвский (Ильичовский) сельский совет (образован в 1945 из хуторов по Самариной балке)                                                       | село Ильичовское (Ильичёвское) (до 1945 — хутор колхоза «Шлях Ильича») | село Покровское (Мариупольская городская община)                              |
| Мариупольский район Кальчикский сельский совет        | Кальчикский сельский совет | село Кальчик                                                           | село Кальчик (Кальчикская сельская община)                                    |
| Мариупольский район Келлеровский сельский совет       | Кировский сельский совет (с 1954 — к Кальчикскому сельсовету)                                                                                   | село Кирово (до 1945 — Келлерово)                                      | село Келлеровка (Кальчикская сельская община)                                 |
| Володарский район Чердаклыкский сельский совет        | Кременёвский сельский совет (с 1960 — к Касьяновскому сельсовету)                                                                               | село Кременёвка (до 1945 — Чердаклы)                                   | село Кременёвка (Кальчикская сельская община)                                 |

В административном обслуживании Мариупольского городского района остались территории городских районных советов — Ильичёвского, Молотовского, Орджоникидзевского и Портовского. Красно-Волонтёровский и Успеновский (без выделенного из него Виноградновского) сельсоветы Мариупольского района, в свою очередь, были ликвидированы и включены в городскую черту Мариуполя и вошли в состав Ильичёвского и Орджоникидзевского районов города соответственно.
Из населённых пунктов колхозов «Червоное Господарство», «Червоный Орач», «Шлях Ильича» и совхоза «Портовской» (расположенные в Самариной балке), до этого находившихся в административном обслуживании Портовского райгорсовета Мариуполя, был сформирован Ильичёвский сельский совет, а из восточной части ликвидированного Успеновского сельсовета — Виноградновский сельский совет.
На территории новообразованного района были переименованы несколько населённых пунктов, в том числе и районный центр:
- посёлок городского типа Сартана — в посёлок городского типа Приморское и Сартанский поссовет — в Приморский поссовет;
- село Келлеровка — в село Кирово и Келлеровский сельсовет — в Кировский сельсовет;
- село Македоновка — в село Жовтневое (Октябрьское) и Македоновский сельсовет — в Жовтневый (Октябрьский) сельсовет;
- село Чердаклы — в село Кременёвка и Чердаклыкский сельсовет — в Кременёвский сельсовет;
- село Чермалык — в село Заможное (Зажиточное) и Чермалыкский сельсовет — в Заможненский (Зажиточный) сельсовет
- посёлок Византия — в посёлок Ворошиловка.

10 августа 1954 года, указом Президиума Верховного совета УССР «Об укрупнении сельских советов в Сталинской области», Кальчикский и Кировский сельские советы были объединены в один — Кальчикский с центром в селе Кальчик.
13 августа 1954 года, решением Сталинского облисполкома о перечислении населённых пунктов в границах районов, некоторые населённые пункты были переподчинены другим сельским советам:
- село Касьяновка Кременёвского сельсовета — Жовтневому сельсовету;
- село Фёдоровка Кальчикского сельсовета — Заможненскому сельсовету;
- посёлок Калиновка Приморского поселкового совета — Виноградовскому сельсовету.

28 декабря 1956 года, решением Сталинского облисполкома, посёлок Кальчикстрой Старо-Крымского поселкового совета Приморского района был отнесён к категории посёлков городского типа и переименован в Каменское; в нём был образован Каменский поселковый совет.
15 ноября 1957 года, решением Сталинского облисполкома «О переименовании населённых пунктов области», село Петровское Кальчикского сельсовета было переименовано в село Орловское.
20 декабря 1957 года, решением Сталинского облисполкома, посёлок Ворошиловка Жовтневого сельсовета был переименован в посёлок Смелое.
21 апреля 1958 года, решением Сталинского облисполкома, село Ворошиловка Октябрьского сельсовета было переименовано в село Ключевое.
30 мая 1958 года, решением Сталинского облисполкома «О присвоении наименования отдельным населённым пунктам», в Приморском районе были присвоены наименования ранее безымянным населённым пунктам:
- посёлку животноводческого участка совхоза «Портовской» Ильичёвского сельсовета – посёлок Глубокое;
- посёлку 4-й животноводческой бригады совхоза «Мариупольский» Кальчикского сельсовета — посёлок Приовражное;
- посёлку 4-го отделения зерносовхоза «Мариупольский» Кальчикского сельсовета — посёлок Терновое.

Тогда же, отдельным решением облисполкома, посёлок 1-го отделения совхоза «Мариупольский» Кальчикского сельсовета был ликвидирован и исключён из учётных данных административно-территориального деления области.
27 сентября 1958 года, решением Сталинского облисполкома, посёлок городского типа Камянское Приморского района вошёл в черту города Жданова и включён в составе Ильичёвского района города.
21 января 1959 года, указом Президиума Верховного совета УССР «О ликвидации некоторых районов в Сталинской области», Приморский район был ликвидирован, а его территорию надлежало разделить между соседними районами и городом Ждановом. На следующий день, решением Сталинского облисполкома, во исполнение данного указа, территория бывшего Приморского района была разделена:
- Приморский поселковый совет — к Ждановскому горсовету с подчинением Ильичёвскому районному совету;
- Старо-Крымский поселковый совет, Бердянский и Ильичёвский сельские советы — к Першотравневому району;
- Жовтневый, Кальчикский и Кременёвский сельские советы — к Володарскому району;
- Заможненский сельский совет — к Тельмановскому району;
- Виноградовский сельский совет — к Новоазовскому району.